# Sent Jòrge de Blancanés
Sent Jòrge de Blancanés (en francès Saint-Georges-Blancaneix) és un municipi francès situat al departament de la Dordonya i a la regió de la Nova Aquitània.

## Demografia
| 1962                                       | 1968 | 1975 | 1982 | 1990 | 1999 | 2007 |
| ------------------------------------------ | ---- | ---- | ---- | ---- | ---- | ---- |
| 145                                        | 123  | 124  | 143  | 180  | 165  | 217  |
| Des de 1962: població sense dobles comptes |      |      |      |      |      |      |

## Administració
| Període   | Identitat          | Partit |
| --------- | ------------------ | ------ |
| 1931-1947 | Jean Bergevin      |        |
| 1947-1977 | Gabriel Imbert     |        |
| 1977-2002 | Pierre Bonnet      | PCF    |
| 2002-     | Serge de Leonardis | PCF    |